# Hợp Tiến, Kim Bôi
Hợp Tiến là một xã thuộc huyện Kim Bôi, tỉnh Hòa Bình, Việt Nam.
Tên của xã được ghép từ tên của hai xã cũ là Hợp Đồng và Thượng Tiến.

## Địa lý
Xã Hợp Tiến nằm ở phía tây huyện Kim Bôi, có vị trí địa lý:
- Phía đông giáp xã Kim Bôi và xã Vĩnh Đồng
- Phía tây giáp huyện Cao Phong
- Phía nam giáp huyện Lạc Sơn
- Phía bắc giáp các xã Đông Bắc, Tú Sơn và Vĩnh Tiến.

Xã Hợp Tiến có diện tích 69,45 km², dân số năm 2018 là 5.225 người, mật độ dân số đạt 75 người/km².

## Lịch sử
Địa bàn xã Hợp Tiến hiện nay trước đây vốn là hai xã Hợp Đồng và Thượng Tiến thuộc huyện Kim Bôi.
Xã Hợp Đồng và xã Thượng Tiến được thành lập vào tháng 12 năm 1953 trên cơ sở tách một phần diện tích và dân số của xã Vĩnh Đồng. Khi mới thành lập, hai xã trực thuộc huyện Lương Sơn.
Ngày 17 tháng 4 năm 1959, huyện Kim Bôi được thành lập, các xã Hợp Đồng và Thượng Tiến chuyển sang trực thuộc huyện Kim Bôi.
Đến năm 2018, xã Hợp Đồng có diện tích 13,97 km², dân số là 3.845 người, mật độ dân số đạt 275 người/km². Xã Thượng Tiến có diện tích 55,48 km², dân số là 1.380 người, mật độ dân số đạt 25 người/km².
Ngày 17 tháng 12 năm 2019, Ủy ban Thường vụ Quốc hội ban hành Nghị quyết số 830/NQ-UBTVQH14 về việc sắp xếp các đơn vị hành chính cấp huyện, cấp xã thuộc tỉnh Hòa Bình (nghị quyết có hiệu lực từ ngày 1 tháng 1 năm 2020). Theo đó, sáp nhập toàn bộ diện tích và dân số của hai xã Hợp Đồng và Thượng Tiến thành xã Hợp Tiến.